# سام ثورنتون
سام ثورنتون (بالإنجليزية: Sam Thornton)‏ هو غطاس بريطاني، ولد في 16 أكتوبر 1996 في بيلدون ‏ في المملكة المتحدة.

## روابط خارجية
- سام ثورنتون على موقع الاتحاد الدولي للسباحة (الإنجليزية)